# Wałdowice
Wałdowice (prononciation : [vau̯dɔˈvit͡sɛ]) est un village polonais de la gmina de Lubniewice dans le powiat de Sulęcin de la voïvodie de Lubusz dans l'ouest de la Pologne.
Il se situe à environ 9 kilomètres au nord-ouest de Lubniewice (siège de la gmina), 16 kilomètres au nord de Sulęcin (siège du powiat), 17 kilomètres au sud de Gorzów Wielkopolski (capitale de la voïvodie).

## Histoire
Après la Seconde Guerre mondiale, avec la mise en œuvre de la ligne Oder-Neisse, le village est intégré à la République populaire de Pologne. La population d'origine allemande est expulsée et remplacée par des Polonais.
De 1975 à 1998, le village appartenait administrativement à la voïvodie de Gorzów.

Depuis 1999, il appartient administrativement à la voïvodie de Lubusz